# Friederike von Bodelschwingh

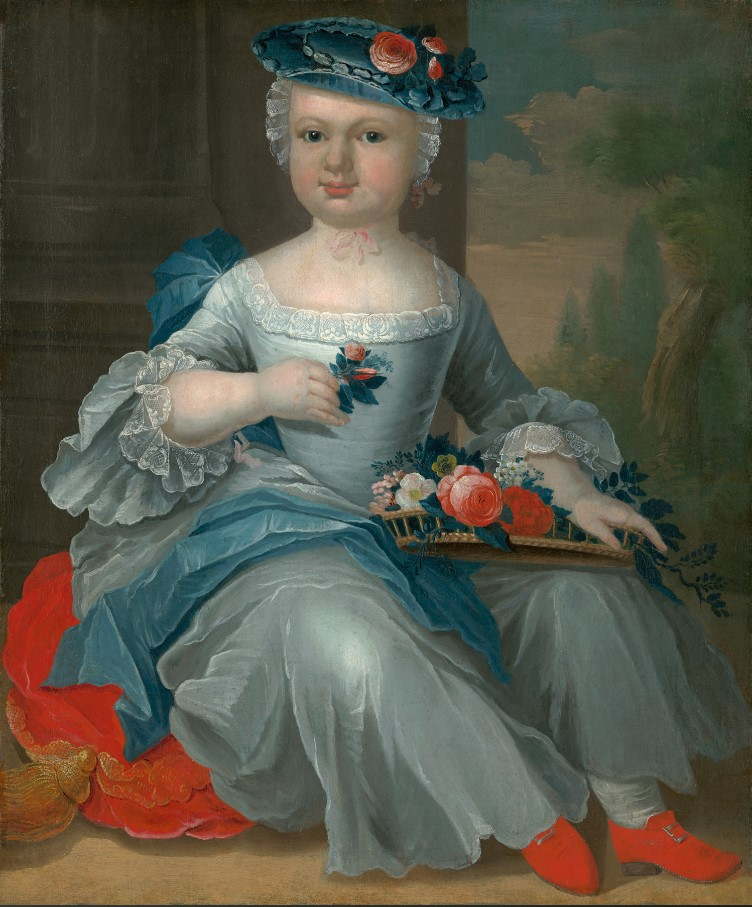
Kinderbildnis der Friederike von Plettenberg (später von Bodelschwingh) als Kind (1770er Jahre), unbekannter Meister

Friederike Charlotte Sophie Wilhelmine Henriette von Bodelschwingh (geborene Freiin von Plettenberg, * 7. Mai 1768 auf Haus Heyde in Uelzen im heutigen Unna; † 5. September 1850 ebenda) war eine wohlhabende Gutsbesitzerin im Raum Unna-Hamm. Sie und ihr Mann Franz von Bodelschwingh sind die Stammeltern des Zweigs derer von Bodelschwingh auf Velmede und Heyde, der eine Anzahl bedeutender Persönlichkeiten hervorgebracht hat.

## Herkunft und Familie
Friederikes voller Geburtsname lautet Friederike Charlotte Sophie Wilhelmine Henriette Freiin von Plettenberg. Ihr Vater war Henrich Ludwig von Plettenberg (1744–1799), Herr auf Haus Heyde und dem damit verbundenen Gut Binkhoff, ihre Mutter Sophie Charlotte geborene Freiin von Quadt-Wykradt-Hüchtenbruck (1734–1799), die seit 1767 verheiratet waren. 1785 ersteigerte Friederikes Vater das in der Nähe gelegene Haus Bögge im heutigen Bönen mit dem daran angrenzenden Gut Nordhof. Friederikes Großvater war der preußische Reitergeneral Christoph Friedrich Steffen von Plettenberg, der 1743 Haus Heyde gekauft hatte.
Am 21. Januar 1785 heiratete Friederike mit 17 Jahren den um 14 Jahre älteren Franz von Bodelschwingh (1754–1827) aus Velmede im heutigen Weddinghofen. Dieser brachte die Güter Velmede und Töddinghausen mit in die Ehe. Das Paar hatte vier Kinder:
- 1. Ludwig, geb. 1789, der schon mit elf Jahren stirbt.
- 2. Sophie (1791–1855), die 1815 den preußischen General der Infanterie Konstantin Freiherr von Quadt-Wykradt-Hüchtenbruck heiratet.
- 3. Ernst (1794–1854), der später Oberpräsident der Rheinprovinz und sieben Jahre preußischer Staatsminister ist.
- 4. Carl (1800–1873), der später ebenfalls Regierungspräsident und insgesamt elf Jahre preußischer Finanzminister ist.

Zwei von Friederikes Enkeln, Friedrich von Bodelschwingh der Ältere (1831–1910) und Ida von Bodelschwingh (1835–1894) heiraten 1861 untereinander und bauen später die v. Bodelschwinghschen Anstalten Bethel im heutigen Bielefeld auf, heute die größten diakonischen Anstalten Europas.
Friederike hatte nur eine überlebende Schwester, Albertina, die 1799 beim Tode ihres Vaters zur Hälfte Miterbin wurde. Diese übertrug ihren hälftigen Erbteil schon ein Jahr später an Friederike, die dafür einen Wertausgleich leistete.
Zu Beginn ihrer Ehe, als ihr Vater noch auf Haus Heyde lebte, wohnte Friederike mit ihrer Familie wohl meist auf dem Gut Velmede, später häufig in der Stadtmitte von Hamm, wo die Familie ein repräsentatives Haus besaß, den Nassauer Hof. Die Stadt, die damals Sitz einer preußischen Garnison sowie einer Kriegs- und Domänenkammer war, gab Möglichkeit für vielfältige Kontakte und für eine gute Ausbildung der Kinder. Ab 1827, dem Tod ihres Mannes, der schon 23 Jahre vor ihr starb, wohnte sie wohl dauerhaft auf Haus Heyde, das spätestens ab dann „der eigentliche Mittelpunkt der Familie“ wurde, wie es ihr Urenkel Pastor Fritz später ausdrückte.
In den Befreiungskriegen gehörte sie in Hamm zu den Frauen, die im November 1813 den „Frauenverein zur Beförderung des Wohls vaterländischer Krieger“ gründeten, der sich der Pflege der verwundeten preußischen Soldaten widmete. Sie war eine der „Vorsteherinnen“ des Vereins, hatte dessen Statuten erarbeitet und war anscheinend dessen stärkste treibende Kraft. Der Verein war noch lange nach den Befreiungskriegen zur Unterstützung der Invaliden oder deren Familien tätig. Friederike wurde für ihre Verdienste mit dem Luisenorden ausgezeichnet, dem höchsten Damenorden des Königreichs Preußen.
Anscheinend unternahm sie im Jahre 1816 mit ihrem Mann eine sechsmonatige Bildungsreise nach Italien, wie dies damals viele taten, die sich das erlauben konnten.

## Vermögensverhältnisse
Friederike gehörte zu den begütertsten Frauen des Kreises Hamm, der damals in etwa auch den heutigen Kreis Unna umfasste. Sie besaß vier Güter: Heyde, Binkhoff, Bögge und Nordhof. Allerdings ließ sie schon 1803 das „in grossartigem Stil erbaute“ Herrenhaus von Bögge abbrechen – die Gründe sind nicht klar – und stattdessen eine kleine Pächterwohnung aufführen. Weiterhin hatte sie später den Nießbrauch an den beiden Gütern ihres Mannes, nämlich Velmede und Töddinghausen. Zu Haus Heyde gehörten noch eine Kornmühle und eine Ölmühle. Ferner besaß sie in Erbpacht die der Stadt Unna gehörende verfallene Windmühle (heute Ausstellungsraum des Kunstvereins Unna) in der heutigen Mühlenstraße. Sie baute die Mühle wieder auf und verpachtete sie unter an einen Müller. 1845 verkaufte sie die Mühle.
Zu den einzelnen Gütern gehörten meist noch Bauernhöfe, so allein zehn zu Haus Heyde.
Als Friederike ihr Erbteil übernahm, lasteten darauf noch erhebliche Schulden, die sie anscheinend im Laufe der Jahre zurückzahlte. Vor allem hatte sie aber ihre Schwester auszubezahlen, deren Erbteil sie übernommen hatte. Zeitweilig hatte sie über 80 Gläubiger, die aus den unterschiedlichsten Kreisen stammten: aus dem Adel, vor allem unter den Bekannten in Hamm, Verwandte, Bauern, selbst der eigene Rentmeister und der eigene Müller.
Möglicherweise erbaute sie auch – vielleicht noch gemeinsam mit ihrem Vater – die 60 m lange Scheune westlich der Gräfte und wahrscheinlich war sie es, die die bis dahin barocke Gartenanlage in einen englischen Landschaftsgarten umwandelte.
Sie konnte zwar nicht frei über das große Vermögen verfügen, bestimmte aber weitgehend, wie es verwaltet wurde. Schon 1824 hatten Friederike und Franz durch Testament ihre drei Kinder zu gemeinsamen Erben zu gleichen Teilen eingesetzt, wobei aber Friederike den Nießbrauch am gesamten Vermögen behielt. Danach erbte jedes Kind zwei Güter, nämlich Sophie Bögge und Nordhof, Ernst die väterlichen Güter Velmede und Töddinghausen und Carl Haus Heyde mit Binkhof. Der unterschiedliche Wert der einzelnen Güter wurde durch verschiedene Maßnahmen ausgeglichen, vor allem durch Rentenbriefe und durch die Ablösungsbeträge aus den bisher zugehörigen Bauernhöfen.

## Persönlichkeit
Die erhaltenen geschäftlichen Unterlagen sprechen alle dafür, dass Friederike die Verwaltung ihres umfangreichen Vermögens selbst in der Hand hatte; es taucht immer wieder ihr Name auf. Insoweit unterschied sie sich von den meisten – auch adligen – Frauen ihrer Zeit, die sich meist nur um Familie und Haushalt kümmerten. Ihr Mann Franz scheint ganz anderer Natur gewesen zu sein, weichherzig, mit wenig geschäftlichem Ehrgeiz. Sie war offenbar in ihrem Geschäftsgebaren sehr zielstrebig und dürfte eher mit einer modernen Unternehmerin vergleichbar sein.
So setzte sie sich nachdrücklich für die Verbesserung der häufig sumpfigen Wege um Haus Heyde bei der Stadt Unna und beim Kreis Hamm ein, weil ihre beiden Müller wegen des schlechten Wegezustandes nur noch schwer beliefert werden konnten. Sie schaltete dazu sogar einen Verwandten ein, den Freiherrn Ludwig von Vincke (1774–1844), damals erster Oberpräsident der neu gebildeten Provinz Westfalen. Auch sonst scheint sie sich um alles gekümmert zu haben.
Wie ein Urenkel berichtet, war sie „bei kleinem, zartem Körper eine stolze und sehr willenskräftige Natur“. Ihre Schwiegertöchter hätten es nicht leicht bei ihr gehabt. Sie habe in ihrem Hause „keinen anderen Willen neben sich geduldet“. Für ihre Enkel war sie die „höchste Respektsperson auf Erden“. Als sie in späteren Jahren die Arbeiter auf dem Feld nicht mehr direkt beaufsichtigen konnte, soll sie von einem Fensterplatz aus mit dem Fernrohr alles beobachtet haben, was draußen geschah. Einem ihrer Arbeiter soll sie eine Ohrfeige gegeben haben.
Anscheinend pflegte sie vielfältige Kontakte mit allen wichtigen Personen im damaligen Kreis Hamm, so mit dem Freiherrn vom und zum Stein, dem großen Reformer, dem ihr Sohn Ernst sogar freundschaftlich verbunden war. Viele Nachweise gibt es für enge Kontakte mit Ludwig von Vincke, dem Oberpräsidenten von Westfalen. Der spätere Hofprediger und Bischof Rulemann Friedrich Eylert (1770–1852) verkehrte in ihrem Hause und soll einen Teil seiner Predigtsammlung auf Haus Heyde niedergeschrieben haben.
Erst in späteren Jahren gab sie einen Teil der Verwaltung aus den Händen, nämlich als ihr zweiter Sohn Carl sein Studium – Jura und Verwaltungswissenschaften – und seinen Dienst als Einjährig-Freiwilliger beendet hatte und nach Haus Heyde zurückkehrte. Er unterstützte sie dann anscheinend vor allem hinsichtlich der damals anstehenden Aufteilung der dörflichen Marken und im Rahmen der Bauernbefreiung bei der Entlassung der Bauernhöfe aus der Grundherrschaft.

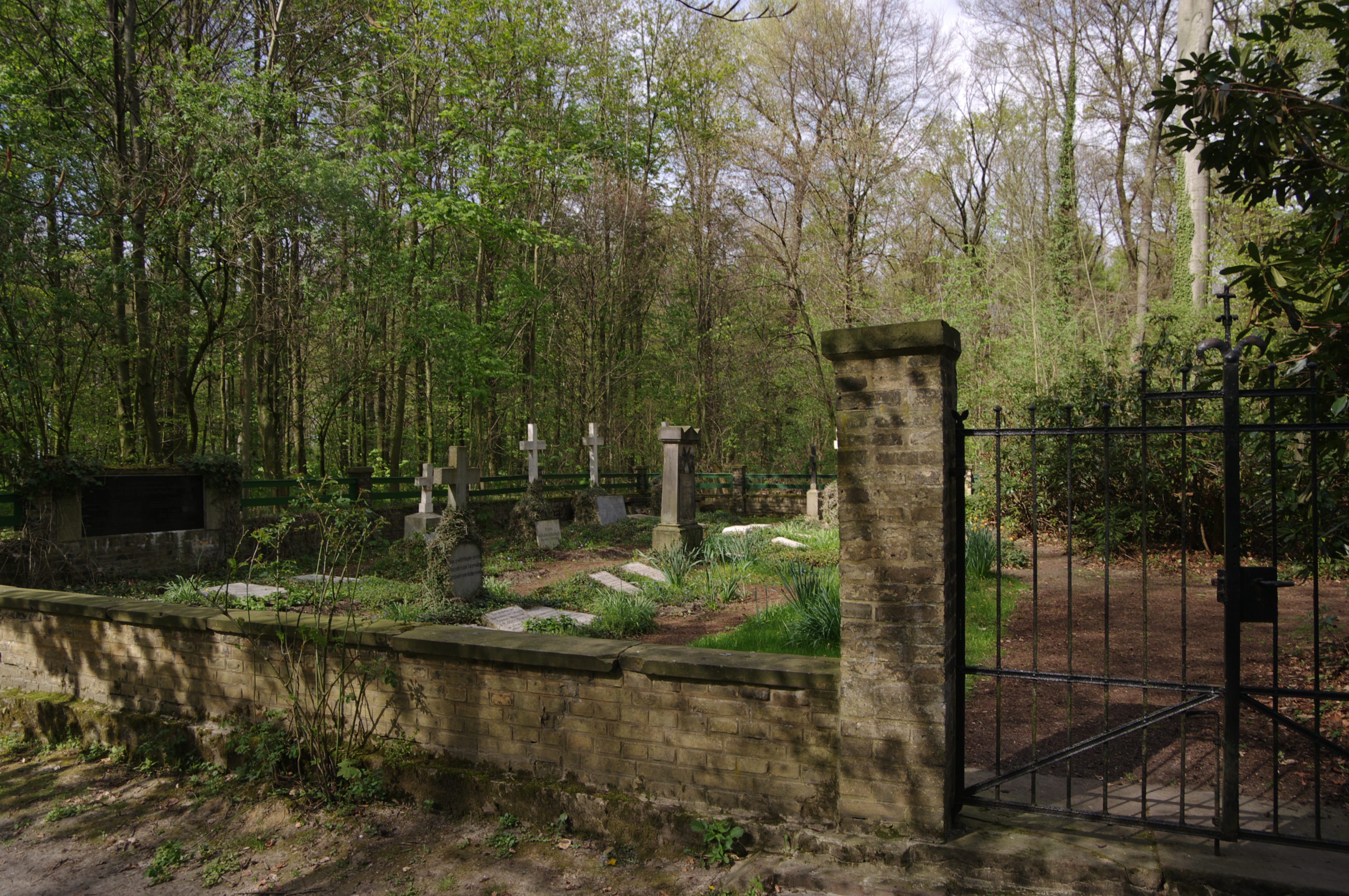
Der Bodelschwinghsche Friedhof in Velmede

Von gesundheitlichen Problemen bei ihr berichten die Unterlagen nichts, abgesehen davon, dass sie sich „durch Umwerfen mit dem Wagen das Schlüsselbein gebrochen“ und im Alter an den Füßen zu leiden hatte.
Begraben wurde sie auf dem Privatfriedhof von Haus Heyde, den sie vermutlich im Jahre 1832 hatte anlegen lassen. Als dieser 1938 aufgelöst wurde, bettete man ihre Gebeine um auf das Erbbegräbnis der Bodelschwinghs im Mühlenbruch bei Velmede. Dort steht noch heute ihr Grabstein, eine Sandsteinstele, die ebenfalls von Haus Heyde hierhin überführt wurde.